# Astomiopsis exserta
Astomiopsis exserta là một loài rêu trong họ Ditrichaceae. Loài này được E.B. Bartram Snider mô tả khoa học đầu tiên năm 1987.